# Рувне (Мазовецьке воєводство)
Рувне (пол. Równe) — село в Польщі, у гміні Страхувка Воломінського повіту Мазовецького воєводства.
Населення — 348 осіб (2011).
У 1975-1998 роках село належало до Седлецького воєводства.

## Демографія
Демографічна структура станом на 31 березня 2011 року:
|          | Загалом | Допрацездатний вік | Працездатний вік | Постпрацездатний вік |
| -------- | ------- | ------------------ | ---------------- | -------------------- |
| Чоловіки | 180     | 38                 | 128              | 14                   |
| Жінки    | 168     | 38                 | 92               | 38                   |
| Разом    | 348     | 76                 | 220              | 52                   |